# Державний кордон. Східний кордон
«Східний кордон» — радянський двосерійний телевізійний художній фільм, поставлений на кіностудії «Білорусьфільм» у 1982 році режисером Борисом Степановим. Третій фільм телевізійного серіалу «Державний кордон». Прем'єра фільму в СРСР відбулася 22 травня 1982 року. Дія фільму відбувається у 1929 році. На радянсько-китайському кордоні почастішали провокації, в яких беруть активну участь білоемігрантські елементи. Радянські прикордонники розкривають їх змову.

## Сюжет

### Перша серія
Фільм починається з документальної вставки. Вказується, що закордонні розвідки все так само роблять диверсії на радянських кордонах, як і в Китаї прозахідний уряд загрожує Китайсько-Східній залізниці. Вирішувати цю проблему потрібно було апарату ОДПУ Далекосхідного краю. Менжинський виступає перед випускним курсом Московської прикордонної школи ОДПУ, після чого Могилов, що володіє китайською мовою, відправляють в розпорядження повноважного представника ОДПУ Далекосхідного краю. Могилов знайомиться зі співачкою Ольгою Анісімовою, кличе Олю заміж, але вона відмовляє. У поїзді, Могилов разом з прикордонниками безуспішно намагається затримати розшукуваного злочинця «Веселого». Після приїзду Могилов знайомиться з повпредом ОДПУ, який виявляє стурбованість з приводу дій білокітайців і потураючого їм Гоміньдану. Тим часом Оля, використовуючи псевдонім «Разметальська», прибуває в Харбін — китайську станцію КСЗ, повну російських емігрантів. Там вона бачить, як на пероні бойовики якоїсь «Молодої Росії» вбивають російську сім'ю, яка хотіла повернутися в Радянську Росію. Знявши кімнату в емігрантів Баркових, вона йде до власника ресторану «Ексельсіор» — Сержа (антагоніста Дановича з 1-го фільму телесеріалу). Ольга представляється дочкою камергера найвищого двору Володимира Петровича Разметальського, розстріляного у 1920 році в Києві. Перед виступом Ольги Серж анонсує її як «гостю з Радянської Росії», чим викликає бурхливе обурення у людей у студії. Ольга співає «Молитву» Бехтєєва чим викликає захоплення присутніх. Могилов приїжджає на нове місце призначення. У цей час відбувається напад з китайської сторони. Далі слідує історична довідка про ситуацію навколо КСЗ, яка в цей час страждала від провокацій білоемігрантів. У Москві Сталін вислуховує доповідь Менжинського про ситуацію на східному кордоні, про провокації білих і про роботу по з їхнього розшарування і перетягування, яку веде НК. Звучить ім'я персонажа фільму Сержа Алексєєва — «представника великого князя Миколи Миколайовича в Харбіні», який стоїть за цими військовими провокаціями.

### Друга серія
Ольга репетирує вдома, грає пісню «Гіркота». Баркови кажуть Ользі про свою нездійсненну мрію повернутися. Могилов спостерігає за бандою, яка рухається громити комуну більшовиків. В результаті нападу, село спалили. Голос диктора в документальній вставці розповідає про повне потурання китайської влади білогвардійцям, брехню в харбінській пресі, масові розстріли і поховання радянських людей в Китаї, про табір для військовополонених, де містяться члени сімей співробітників КСЗ. Білогвардійці йдуть до Консульства СРСР в Харбіні, вриваються всередину і влаштовують погром. Китайський посол йде до наркома Литвинова і заявляє, що це сталося, оскільки в будівлі відбувалося засідання III Інтернаціоналу, у відповідь йому передають ноту до президента Чан Кайши про те, що за китайськими представництвами в Росії вже не буде визнаватися право екстериторіальності. Починається конфлікт на Китайсько-Східній залізниці. Ольга заходить до кабінету Сержа і бачить гроші, отримані з експропріації радянської власності, і з продажу опіуму, після чого їде з Сержем в Пекін. Серж зустрічається з представником центрального нанкінського уряду Китаю, який відмовляє йому. Ольга повідомляє, що у Сержа є конспіративна квартира, точніше, адресу якої обіцяє з'ясувати. Повпред ОДПУ посилає Могилова в Харбін. Він повинен прийти в магазин до Фомічова та влаштувати там засідку на Сержа, якого треба доставити живим, щоб влаштувати відкритий судовий процес. Могилову повідомляють, що в разі проблем можна зв'язатися зі співачкою з «Ексельсіора». Квартирний господар повідомив Сержу про відвідини Ольгою музичного магазину. Бандити вбивають Фомічова — власника магазину. Могилов вбиває одного з бандитів, а від другого дізнається про підозри Сержа щодо Ольги. Разом вони їдуть в ресторан, де Ольга впізнає Могилова. Він пояснює Ользі, що вони на межі провалу, і планує втечу. Могилов краде машину і чекає біля під'їзду ресторану. Ольга заманює Сержа згодою стати його коханкою. Запідозривши недобре, Серж стріляє в шофера-Могилова, Ольга стріляє в Сержа. Вона веде машину до місця, де Могилова повинні чекати. Вона залишає машину з пораненими і йде. Остання сцена — Сталіну називають прізвище Могилова. З розмови можна зробити висновок, що він убитий. Фільм закінчується документальною вставкою.

## У ролях
- Андро Кобаладзе —  Йосип Віссаріонович Сталін
- Августин Милованов —  В'ячеслав Рудольфович Менжинський
- Костянтин Перепелиця —  Максим Максимович Литвинов
- Інара Гулієва —  Ольга Анісімова, співачка
- Володимир Новіков —  Олексій Кузьмич Могилов, прикордонник
- Аристарх Ліванов —  Серж (Сергій Володимирович Алексєєв)
- Едуард Марцевич —  колишній полковник Олександр Якович Барков
- Валентина Титова —  Аглая Степанівна Баркова
- Юрій Катін-Ярцев —  Фомічов, господар музичного магазину
- Ігор Комаров —  повпред ОДПУ  (Терентій Дмитрович Дерибас]])
- Талгат Нігматулін —  «Веселий»
- Анатолій Китаєв —  «Хлопчик», злочинець з поїзда
- Олег Єфремов —  капітан
- Володимир Щегольков — епізод
- Євген Герасимов —  Жора Скворцов, шанувальник Ольги
- Іван Мацкевич —  комендант-прикордонник
- Євген Меньшов —  генеральний консул в Харбіні Борис Миколайович Мельников
- Едуард Гарячий —  розстріляний емігрант
- Афанасій Тришкин — епізод
- Паул Буткевич —  шофер
- Валентин Бєлохвостик —  помічник Менжинського
- Галина Волчек — епізод
- Володимир Кудревич — епізод
- Віталій Биков — епізод
- Павло Дубашинський — епізод
- Юрій Ступаков —  Віхров
- Станіслав Фесюнов — епізод
- Олександр Момбелі — епізод
- Марина Юрасова — епізод
- Володимир Січкар —  Сергій Сергійович Климов
- Марія Коваленко — епізод
- Денис Германов — епізод
- Володимир Уан-Зо-Лі —  господар ювелірного магазину

## Знімальна група
- Автор сценарію — Олексій Нагорний, Гелій Рябов
- Режисер-постановник — Борис Степанов
- Оператор-постановник — Борис Оліфер
- Художник-постановник — В'ячеслав Кубарєв
- Композитор — Едуард Хагагортян
- Звукооператор — Володимир Устименко
- Режисер — Володимир Поночевний
- Художник по костюмах — Алевтина Кавецька
- Художник-гример — Лев Ємельянов
- Монтажер — Вета Коляденко
- Редактор — Ізольда Кавелашвілі
- Державний симфонічний оркестр кінематографії СРСР
  - Диригент — Володимир Васильєв
- Фільм знятий на плівці Шосткинського в/о «Свема».